# شعبية البطنان
محافظة البطنان إحدى أكبر محافظات ليبيا، تقع في الشمال الشرقي للبلاد وتبلغ مساحتها 833,860 كم2. بلغ عدد سكانها 1100000.747 نسمة تقريبا في الإحصاء السكاني الرسمي لليبيا في عام 2013.

## أهم المدن
- طبرق
- الجغبوب
- امساعد
- البردية

## المحافظات
- مدينة طبرق
- محافظة باب الزيتون
- الساحل - طبرق
- البردي
- امساعد
- رأس عزاز
- قصر الجدي
- زاوية أم ركبة
- بئر الأشهب
- زاوية جنزور
- كمبوت
- القعرة
- العدم
- شهداء الناظور
- الغرابات
- الجغبوب
- بالخاثر
- زاوية المرصص
- عين الغزالة
- عين العليمة
- القرضبة
- الشعبة
- مرسى دفنه

## وصلات خارجية
- خبار بلادي.. ليبيا.. شعبية البطنان